# 양저우 차오판

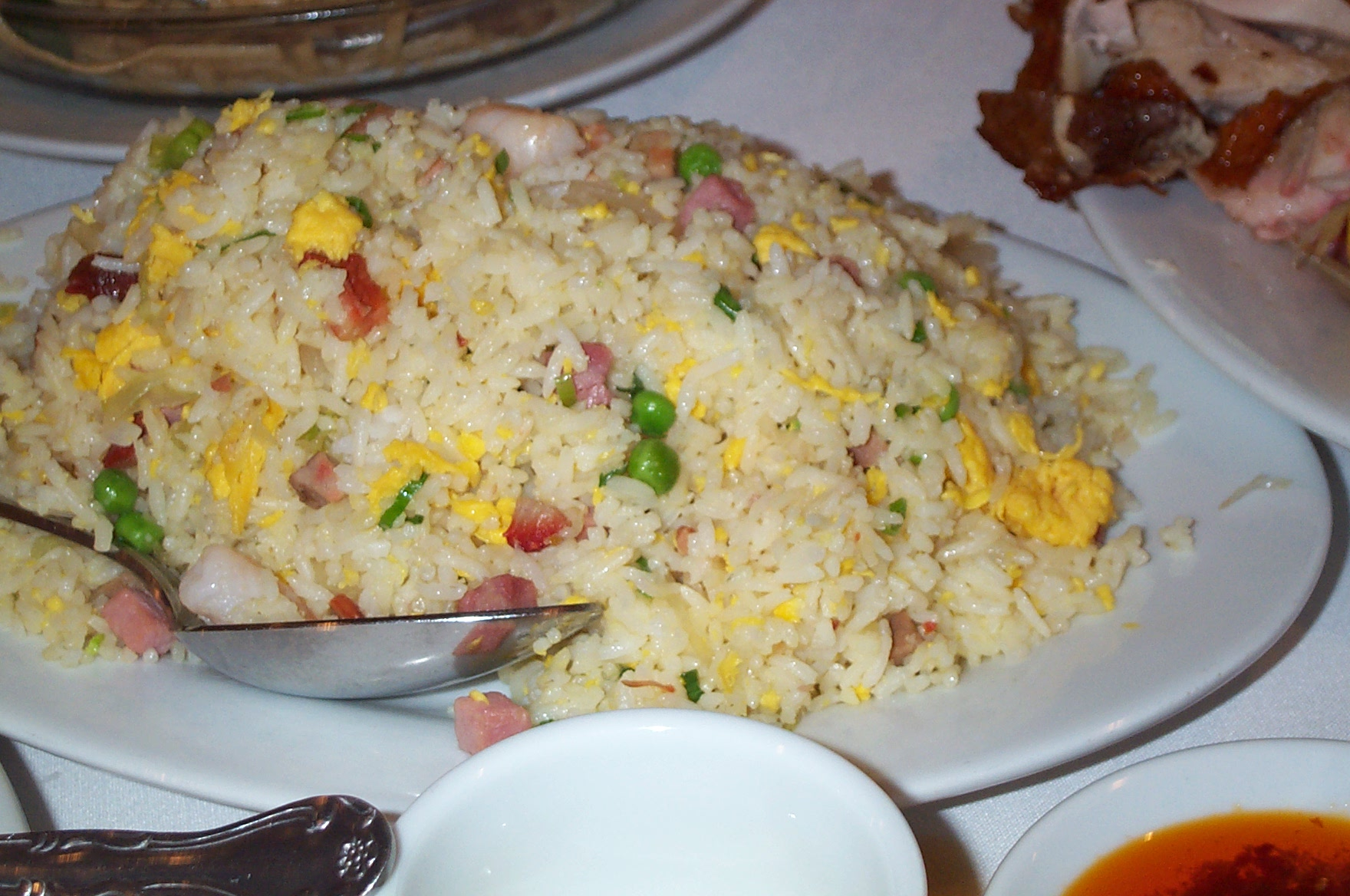
양저우차오판

양저우 차오판(중국어 정체자: 揚州炒飯, 간체자: 扬州炒饭, 병음: Yángzhōu chǎofàn) 또는 양저우 볶음밥은 새우와 파가 들어간 볶음밥으로, 대표적인 중국 요리 중 하나이다. 청나라 당시에 장쑤성 양저우시에서 개발된 것으로 알려져있으며, 이후 타지로 이주한 주민들에 의해 중국 각지로 퍼진 뒤 광둥 요리가 세계적으로 인기를 얻자 양저우차오판 또한 광둥 요리 중 하나로 소개되었다.
재료는 기본적으로 쌀밥에 새우, 잘게 썰은 차사오 또는 라창, 파 또는 카이란 등의 채소, 달걀 등이 포함되며, 지역에 따라 완두콩, 당근, 옥수수 등이 첨가되기도 한다. 또한 미국과 캐나다 등 서구권의 중국 요리 식당에서는 소스로 간장을 사용하는 경우도 있으며, 영국에서는 닭고기를 추가 재료로 넣기도 한다.
해삼, 돼지고기, 닭고기, 닭 모이주머니, 말린 패주, 표고, 죽순 등을 넣어 볶은 밥이다. 중국의 각 지방이나 세계 곳곳의 중국음식점에는 대부분 있는 음식으로 수나라 때 운하를 만드는 일에 참여했던 사람들이 처음 먹었다고 전해진다. 밥알이 탱글탱글하고 재료가 푸짐하다.

## 같이 보기
- 볶음밥
- 푸젠차오판
- 위안양차오판